# Manuscrito de Poppleton
Manuscrito de Poppleton foi um códice do século XIV compilado cerca de 1360 por Robert de Poppleton, um carmelita, originário de Yorkshire, que viveu como prior ou simples frade no convento de Hulne, perto de Alnwick, no condado de Northumberland.
O manuscrito contém numerosos trabalhos e um mapa-múndi (com índice) e obras de Paulo Orósio, Geoffrey de Monmouth e Giraud de Barri. Encontra-se na Biblioteca Nacional de França, em Paris, com o identificador Ms Latin 4126.

## Descrição
O manuscrito é célebre porque contém sete documentos relativos à Escócia medieval, sendo alguns cópias únicas conhecidas e consideradas fontes documentais essenciais. Os seis primeiros textos foram sem dúvida compilados na Escócia no início do século XIII e incluem:
1. O De Situ Albanie: Surge como introdução aos seis textos seguintes. O Manuscrito de Poppleton contém a única cópia existente.
2. Cronica de origine antiquorum Pictorum (i.e. Crónica das origens dos Antigos Pictos), composta pela Crónica dos Pictos: Em grande medida um pastiche de obras de autores latinos anteriores relativas aos Pictos e aos Escotos. Inclui nomeadamente extratos dos Etymologiae de Isidoro de Sevilha e da Historia Brittonum de Nénio.
3. Uma Lista de reis dos pictos, outra parte que compõe a Crónica dos Pictos: É uma lista gaélica dos reis dos Pictos que contém um preâmbulo mitológico ausente de muitas outras listas de reis dos Pictos. Contrariamente à lista de reis dos pictos, termina de forma súbita com a ascensão ao trono de Cináed mac Ailpín. Este documento parece ser originário de Abernethy em Perth and Kinross porque contém elementos de uma carta de fundação do mosteiro que detalha os donativos que terão sido feitos pelo rei Nechtan (†732), que aí é denominado «Nectonius magnus filius Uuirp».
4. A Chronique des Rois d'Alba: É uma pequena crónica dos reis de Alba, desde a época de Cináed mac Ailpín (†858) até ao reinado de Cináed mac Maíl Coluim († 995). Tal como o de Situ Albanie, o manuscrito de Poppleton é a única cópia existente.
5. Uma lista de reis de Dál Riata e uma Lista de monarcas da Escócia: é uma dupla lista de reis que começa com o lendário Fergus Mór mac Eirc e termina com Guilherme I.
6. Uma genealogia de Guilherme I: esta genealogia fabulosa remonta até Adão, via Gaidhel Glas. é uma reminiscência da genealogia gaélica na qual mac e meic foram substituídos por filius e filii. Praticamente todos os nomes de antepassados de David I foram declinados na forma genitiva do irlandês médio.
7. A lenda da fundação de St Andrews: não parece ter sido compilada pelo autor do De Situ Albanie do século XIII.

O valor do manuscrito foi demonstrado nas publicações de William Forbes Skene, de Alan Orr Anderson e da sua mulher Marjorie Ogilvie Anderson. Dezenas de artigos foram publicados desde há mais de meio século sobre os diferentes aspetos contidos no manuscrito, enquanto estudos do documento inteiro são muito mais raros.

## Fonte
- Este artigo foi inicialmente traduzido, total ou parcialmente, do artigo da Wikipédia em inglês cujo título é «Poppleton manuscript», especificamente desta versão..